# 艾瑞克·安德森
艾瑞克·安德森（瑞典語：Erik Andersson，1962年7月26日—）是瑞典小說家、翻譯家。他翻譯了J·R·R·托爾金小說《魔戒》三部曲的瑞典文新譯本，於2004年至2005年出版。2007年，與John Swedenmark共同翻譯《哈比人》。2012年，翻譯詹姆斯·喬伊斯的《尤利西斯》。

## 家庭
艾瑞克·安德森的妻子是瑞典作家Åsa Arping。